# Maitokalakeitto
Maitokalakeitto – tradycyjna potrawa kuchni fińskiej. Nazwa dosłownie oznacza rybę duszoną w mleku. 
Danie przyrządzane jest z posolonej ryby pociętej na kawałki, którą wstawia się do piekarnika. Następnie rybę zalewa się mlekiem i dusi ok. 30 min. pod przykryciem. Po uduszeniu rybę polewa się na talerzu stopionym masłem i dekoruje natką pietruszki. Przygotowaną rybę podaje się z purée ziemniaczanym lub z ryżem.